# Millers Pond
Millers Pond is een meer van 18 ha in de Canadese provincie Newfoundland en Labrador. Het bevindt zich in de gemeente Portugal Cove-St. Philip's in het zuidoosten van het eiland Newfoundland.

## Geografie

### Ligging
Millers Pond ligt in het meest oostelijke gedeelte van het Newfoundlandse schiereiland Avalon. Het bevindt zich centraal op het grondgebied van Portugal Cove-St. Philip's, een gemeente die deel uitmaakt van de Metropoolregio St. John's. Het meer ligt aan de oostrand van de dorpskern van Portugal Cove. In het zuiden grenst het aan de Indian Meal Line, de verbindingsweg naar Torbay.

### Beschrijving
Het meer heeft langs zijn noord-zuidas een lengte van 810 meter en een maximale breedte van 360 meter. Het grootste deel van de oevers wordt ingenomen door de achtertuinen van door naaldbomen omzoomde vrijstaande woningen aan Beaver Creek Road, de Indian Meal Line, Millers Road, Lees Place en Copperhead Road. Enkel het noorden en noordoosten van het meer grenst aan een ongerept bos.
Het meer wordt aangevuld door twee beken: Voisey's Brook in het oosten en het noordelijke gedeelte van de Millers Pond River in het noorden. Het meer watert in het zuiden zelf af via het zuidelijke gedeelte van de Millers Pond River. Die beek verandert bij een samenvloeiing 500 m verder van naam tot de Main River. 